# Will the Circle Be Unbroken
| Recensione              | Giudizio |
| ----------------------- | -------- |
| AllMusic                |          |
| Robert Christgau        | A-       |
| Dizionario del Pop-Rock |          |
| 24.000 dischi           |          |

Will the Circle Be Unbroken è un triplo album discografico pubblicato nel novembre 1972 dalla United Artists Records, di genere country e bluegrass ufficialmente accreditato alla Nitty Gritty Dirt Band, che vede la partecipazione di numerose star della musica folk-rock statunitense.
Presenta per la prima volta al grande pubblico il violinista virtuoso Vassar Clements.

## Tracce

### LP
(1972, United Artists Records, UAS-9801)

### Disco 1
Lato A
1. Grand Ole Opry Song – 2:59 (Hylo Brown) – Registrato tra agosto 1971 e il 1972 al Woodland Sound Studio di Nashville, TN
2. Keep On the Sunny Side – 3:35 (A.P. Carter, Gary Garett) – Registrato tra agosto 1971 e il 1972 al Woodland Sound Studio di Nashville, TN
3. Nashville Blues (Strumentale) – 3:10 (musica: Earl Scruggs) – Registrato tra agosto 1971 e il 1972 al Woodland Sound Studio di Nashville, TN
4. You Are My Flower – 3:35 (A. P. Carter) – Registrato nell'agosto 1971 al Woodland Sound Studio di Nashville, TN
5. The Precious Jewel – 3:30 (Roy Acuff) – Registrato nell'agosto 1971 al Woodland Sound Studio di Nashville, TN
6. Dark as a Dungeon – 2:45 (Merle Travis) – Registrato tra agosto 1971 e il 1972 al Woodland Sound Studio di Nashville, TN

Durata totale: 19:34
Lato B
1. Tennessee Stud – 4:22 (Jimmie Driftwood) – Registrato tra agosto 1971 e il 1972 al Woodland Sound Studio di Nashville, TN
2. Black Mountain Rag (Strumentale) – 2:10 (musica: Tommy Magness) – Registrato tra agosto 1971 e il 1972 al Woodland Sound Studio di Nashville, TN
3. Wreck on the Highway – 3:24 (Dorothy Dixon) – Registrato tra agosto 1971 e il 1972 al Woodland Sound Studio di Nashville, TN
4. The End of the World (Strumentale) – 3:53 (musica: Sylvia Dee, Arthur Kent) – Registrato tra agosto 1971 e il 1972 al Woodland Sound Studio di Nashville, TN
5. I Saw the Light – 3:45 (Hank Williams) – Registrato nell'agosto 1971 al Woodland Sound Studio di Nashville, TN

Durata totale: 17:34

### Disco 2
Lato A
1. Sunny Side of the Mountain – 2:23 (Harry C. McAulife, Bobby Gregory) – Registrato tra agosto 1971 e il 1972 al Woodland Sound Studio di Nashville, TN
2. Nine-Pound Hammer – 2:14 (Merle Travis) – Registrato tra agosto 1971 e il 1972 al Woodland Sound Studio di Nashville, TN
3. Losin' You (Might Be the Best Thing Yet) – 2:44 (Jimmy Martin, Edria Humphrey) – Registrato tra agosto 1971 e il 1972 al Woodland Sound Studio di Nashville, TN
4. Honky Tonkin' – 2:19 (Hank Williams) – Registrato nell'agosto 1971 al Woodland Sound Studio di Nashville, TN
5. You Don't Know My Mind – 2:45 (Jimmie Skinner) – Registrato tra agosto 1971 e il 1972 al Woodland Sound Studio di Nashville, TN
6. My Walkin' Shoes – 2:02 (Jimmy Martin, Paul Williams) – Registrato tra agosto 1971 e il 1972 al Woodland Sound Studio di Nashville, TN

Durata totale: 14:27
Lato B
1. Lonesome Fiddle Blues (Strumentale) – 2:41 (musica: Millie Clements) – Registrato tra agosto 1971 e il 1972 al Woodland Sound Studio di Nashville, TN
2. Cannonball Rag (Strumentale) – 1:15 (musica: Merle Travis) – Registrato tra agosto 1971 e il 1972 al Woodland Sound Studio di Nashville, TN
3. Avalanche (Strumentale) – 2:50 (musica: Millie Clements) – Registrato tra agosto 1971 e il 1972 al Woodland Sound Studio di Nashville, TN
4. Flint Hill Special (Strumentale) – 2:12 (musica: Earl Scruggs) – Registrato tra agosto 1971 e il 1972 al Woodland Sound Studio di Nashville, TN
5. Togary Mountain (Strumentale) – 2:25 (musica: William McEuen) – Registrato nell'agosto 1971 al Woodland Sound Studio di Nashville, TN
6. Earl's Breakdown (Strumentale) – 2:34 (musica: Earl Scruggs) – Registrato tra agosto 1971 e il 1972 al Woodland Sound Studio di Nashville, TN
7. Orange Blossom Special (Strumentale) – 2:14 (musica: Ervin T. Rouse) – Registrato tra agosto 1971 e il 1972 al Woodland Sound Studio di Nashville, TN
8. Wabash Cannonball (Strumentale) – 2:00 (musica: A. P. Carter) – Registrato tra agosto 1971 e il 1972 al Woodland Sound Studio di Nashville, TN

Durata totale: 18:11

### Disco 3
Lato A
1. Lost Highway – 3:37 (Leon Payne) – Registrato tra agosto 1971 e il 1972 al Woodland Sound Studio di Nashville, TN
2. Way Downtown – 3:30 (Tradizionale; arr. Doc Watson) – Registrato tra agosto 1971 e il 1972 al Woodland Sound Studio di Nashville, TN
3. Down Yonder (Strumentale) – 2:58 (musica: L. Wolfe Gilbert) – Registrato tra agosto 1971 e il 1972 al Woodland Sound Studio di Nashville, TN
4. Pins and Needles (In My Heart) – 2:53 (Floyd Jenkins) – Registrato tra agosto 1971 e il 1972 al Woodland Sound Studio di Nashville, TN
5. Honky Tonk Blues – 2:22 (Hank Williams) – Registrato tra agosto 1971 e il 1972 al Woodland Sound Studio di Nashville, TN
6. Sailin' on to Hawaii (Strumentale) – 2:00 (musica: Autore ignoto) – Registrato tra agosto 1971 e il 1972 al Woodland Sound Studio di Nashville, TN

Durata totale: 17:20
Lato B
1. I'm Thinking Tonight of My Blue Eyes – 4:25 (A. P. Carter) – Registrato tra agosto 1971 e il 1972 al Woodland Sound Studio di Nashville, TN
2. I Am a Pilgrin – 2:55 (Merle Travis) – Registrato tra agosto 1971 e il 1972 al Woodland Sound Studio di Nashville, TN
3. Wildwood Flower – 3:34 (A. P. Carter) – Registrato tra agosto 1971 e il 1972 al Woodland Sound Studio di Nashville, TN
4. Soldier's Joy (Strumentale) – 2:05 (musica: Tradizionale; arr. Earl Scruggs, John McEuen) – Registrato nell'agosto 1971 al Woodland Sound Studio di Nashville, TN
5. Will the Circle Be Unbroken – 4:50 (A. P. Carter) – Registrato nell'agosto 1971 al Woodland Sound Studio di Nashville, TN
6. Both Sides, Now (Strumentale) – 2:19 (musica: Joni Mitchell) – Registrato tra agosto 1971 e il 1972 al Woodland Sound Studio di Nashville, TN

Durata totale: 20:08

## Musicisti
Grand Ole Opry Song
- Jimmy Martin – voce solista, chitarra solista
- John McEuen – banjo
- Vassar Clements – fiddle
- Les Thompson – mandolino, cori di sottofondo
- Roy "Junior" Huskey – contrabbasso
- Jeff Hanna, Gary Scruggs, Jim Ibbotson, Ray Martin – cori di sottofondo

Keep On the Sunny Side
- Mother Maybelle Carter – voce solista, chitarra
- Doc Watson – chitarra, cori di sottofondo
- Pete "Oswald" Kirby – dobro
- Junior Huskey – contrabbasso
- Earl Scruggs – banjo
- Randy Scruggs – autoharp
- John McEuen – mandolino
- Jeff Hanna, Les Thompson, Merle Travis, Jim Ibbotson, Gary Scruggs – cori di sottofondo

Nashville Blues
- Earl Scruggs – banjo solista
- John McEuen – banjo
- Jeff Hanna – washboard
- Jimmie Fadden – armonica a bocca
- Vassar Clements – fiddle
- Randy Scruggs – chitarra
- Norman Blake – dobro
- Junior Huskey – contrabbasso

You Are My Flower
- John McEuen – banjo
- Earl Scruggs – chitarra
- Norman Blake – dobro
- Jimmie Fadden – autoharp
- Jim Ibbotson – rullante
- Junior Huskey – contrabbasso
- Randy Scruggs – chitarra
- Jeff Hanna, Les Thompson, Gary Scruggs – cori di sottofondo

The Precious Jewel
- Roy Acuff – voce solista
- John McEuen – banjo
- Jimmie Fadden – armonica a bocca
- Les Thompson – mandolino
- Earl Scruggs – chitarra
- Randy Scruggs – autoharp
- Vassar Clements – fiddle
- Junior Huskey – contrabbasso
- Pete "Oswald" Kirby – dobro

Dark as a Dungeon
- Merle Travis – voce solista, chitarra
- John McEuen – mandolino
- Jimmie Fadden – armonica a bocca
- Junior Huskey – contrabbasso
- Jeff Hanna, Les Thompson, Jim Ibbotson – cori di sottofondo

Tennessee Stud
- Doc Watson – voce solista, chitarra
- John McEuen – banjo
- Jimmie Fadden – armonica a bocca
- Jim Ibbotson – chitarra
- Junior Huskey – contrabbasso
- Vassar Clements – fiddle
- Jeff Hanna – cori di sottofondo

Black Mountain Rag
- Doc Watson – chitarra solista
- John McEuen – banjo
- Jim Ibbotson – chitarra
- Les Thompson – mandolino
- Jimmie Fadden – armonica a bocca
- Vassar Clements – fiddle
- Junior Huskey – contrabbasso

Wreck on the Highway
- Roy Acuff – voce solista
- Jimmie Fadden – armonica a bocca
- Les Thompson – mandolino
- Pete "Oswald" Kirby – dobro
- Earl Scruggs – chitarra
- Vassar Clements – fiddle
- Junior Huskey – contrabbasso

The End of the World
- Pete "Oswald" Kirby – dobro
- Doc Watson – chitarra
- Earl Scruggs – chitarra
- Junior Huskey – contrabbasso

I Saw the Light
- Roy Acuff – voce solista
- Earl Scruggs – banjo
- Jimmie Fadden – armonica a bocca
- John McEuen – mandolino
- Doc Watson – chitarra
- Pete "Oswald" Kirby – dobro
- Vassar Clements – fiddle
- Randy Scruggs – autoharp
- Junior Huskey – contrabbasso
- Jeff Hanna, Les Thompson, Jim Ibbotson, Jimmy Martin – cori di sottofondo

Sunny Side of the Mountain
- Jimmy Martin – voce solista, chitarra
- John McEuen – banjo
- Les Thompson – mandolino, cori di sottofondo
- Jimmie Fadden – armonica a bocca
- Jim Ibbotson – rullante
- Vassar Clements – fiddle
- Junior Huskey – contrabbasso
- Jeff Hanna, Gary Scruggs, Ray Martin – cori di sottofondo

Nine-Pound Hammer
- Merle Travis – voce solista, chitarra
- John McEuen – banjo
- Jimmie Fadden – armonica a bocca
- Jim Ibbotson – rullante, cori di sottofondo
- Junior Huskey – contrabbasso
- Jeffa Hanna, Les Thompson – cori di sottofondo

Losin' You (Might Be the Best Thing Yet)
- Jimmy Martin –  voce solista, chitarra
- John McEuen – banjo
- Jimmie Fadden – armonica a bocca
- Les Thompson – mandolino
- Jim Ibbotson – rullante
- Vassar Clements – fiddle
- Ellis Padgett – contrabbasso

Honky Tonkin' 
- Jimmie Fadden – voce solista
- Jeff Hanna – chitarra
- Norman Blake – dobro
- Vassar Clements – chitarra solista, fiddle
- Les Thompson – mandolino
- Junior Huskey – contrabbasso
- Jim Ibbotson – batteria

You Don't Know My Mind
- Jimmy Martin – voce solista, chitarra
- John McEuen – banjo
- Les Thompson – mandolino, cori di sottofondo
- Jimmie Fadden – armonica a bocca
- Jim Ibbotson – batteria
- Junior Huskey – contrabbasso
- Vassar Clements – fiddle
- Jeff Hanna, Gary Scruggs, Ray Martin – cori di sottofondo

My Walkin' Shoes
- Jimmy Martin – voce solista, chitarra
- John McEuen – banjo
- Jimmie Fadden – armonica a bocca
- Les Thompson – mandolino, cori di sottofondo
- Jim Ibbotson – rullante
- Vassar Clements – fiddle
- Junior Huskey – contrabbasso
- Jeff Hanna, Gary Scruggs, Ray Martin – cori di sottofondo

Lonesome Fiddle Blues
- Vassar Clements – fiddle
- John McEuen – banjo
- Jim Ibbotson – chitarra
- Jimmie Fadden – armonica a bocca
- Jeff Hanna – washboard
- Les Thompson – mandolino
- Randy Scruggs – chitarra
- Ellis Padgett – contrabbasso

Cannonball Rag
- Merle Travis – chitarra
- Junior Huskey – contrabbasso

Avalanche
- Vassar Clements – fiddle
- John McEuen – banjo
- Jim Ibbotson – chitarra
- Jeff Hanna – washboard
- Les Thompson – mandolino
- Jimmie Fadden – armonica a bocca
- Junior Huskey – contrabbasso

Flint Hill Special
- Earl Scruggs – banjo
- Jimmie Fadden – armonica a bocca
- Les Thompson – mandolino
- Randy Scruggs – chitarra
- Norman Blake – dobro
- Vassar Clements – fiddle
- Jim Ibbotson – rullante
- Junior Huskey – contrabbasso

Togary Mountain
- John McEuen – banjo
- Jim Ibbotson – chitarra
- Les Thompson – mandolino
- Norman Blake – dobro
- Vassar Clements – fiddle
- Junior Huskey – contrabbasso

Earl's Breakdown
- Earl Scruggs – banjo
- Randy Scruggs – chitarra
- Vassar Clements – fiddle
- Les Thompson – mandolino
- Jim Ibbotson – rullante
- Junior Huskey – contrabbasso

Orange Blossom Special
- Vassar Clements – fiddle
- John McEuen – banjo
- Les Thompson – mandolino
- Jimmy Martin – chitarra
- Jim Ibbotson – rullante
- Randy Scruggs – chitarra
- Ellis Padgett – contrabbasso

Wabash Cannonball
- Pete "Oswald" Kirby – dobro
- Jimmie Fadden – armonica a bocca
- Doc Watson – chitarra
- Junior Huskey – contrabbasso
- Earl Scruggs – chitarra

Lost Highway
- Jim Ibbotson – voce, chitarra
- Les Thompson – mandolino
- Jeff Hanna – batteria
- Vassar Clements – fiddle
- Norman Blake – dobro
- Junior Huskey – contrabbasso
- John McEuen – banjo

Way Downtown
- Doc Watson – voce solista, chitarra
- John McEuen – banjo
- Les Thompson – mandolino
- Jim Ibbotson – chitarra
- Jimmie Fadden – armonica a bocca
- Vassar Clements – fiddle
- Junior Huskey – contrabbasso
- Jeff Hanna – cori di sottofondo

Down Yonder
- Doc Watson – chitarra
- John McEuen – banjo
- Jim Ibbotson – chitarra
- Jimmie Fadden – armonica a bocca
- Les Thompson – mandolino
- Jeff Hanna – washboard
- Vassar Clements – fiddle
- Junior Huskey – contrabbasso

Pins and Needles (In My Heart)
- Roy Acuff – voce
- Pete "Oswald" Kirby – dobro
- Jimmie Fadden – armonica a bocca
- Les Thompson – mandolino
- John McEuen – banjo
- Earl Scruggs – chitarra
- Vassar Clements – fiddle
- Jim Ibbotson – rullante
- Junior Huskey – contrabbasso

Honky Tonk Blues
- Jeff Hanna – voce
- Bill McEuen – chitarra
- Jim Ibbotson – batteria
- Norman Blake – dobro
- Vassar Clements – fiddle
- Junior Huskey – contrabbasso

Sailin' on to Hawaii
- Pete "Oswald" Kirby – dobro
- Doc Watson – chitarra
- Earl Scruggs – chitarra
- Junior Huskey – contrabbasso

I'm Thinking Tonight of My Blue Eyes
- Mother Maybelle Carter – voce solista, chitarra
- Earl Scruggs – banjo
- John McEuen – mandolino
- Merle Travis – chitarra
- Pete "Oswald" Kirby – dobro
- Vassar Clements – fiddle
- Junior Huskey – contrabbasso
- Jeff Hanna, Les Thompson, Jim Ibbotson, Gary Scruggs – cori di sottofondo

I Am a Pilgrin
- Merle Travis – voce solista, chitarra
- Jimmie Fadden – armonica a bocca
- Jim Ibbotson – rullante
- Junior Huskey – contrabbasso

Wildwood Flower
- Mother Maybelle Carter – voce solista, autoharp
- John McEuen – banjo
- Earl Scruggs – chitarra
- Jim Ibbotson – chitarra
- Les Thompson – mandolino
- Junior Huskey – contrabbasso

Soldier's Joy
- Earl Scruggs – banjo
- John McEuen – banjo
- Junior Huskey – contrabbasso

Will the Circle Be Unbroken
- Mother Maybelle Carter – voce, autoharp
- Earl Scruggs – banjo
- Doc Watson – chitarra
- Jimmie Fadden – armonica a bocca
- Merle Travis – chitarra
- John McEuen – mandolino
- Jimmy Martin – chitarra
- Pete "Oswald" Kirby – dobro
- Vassar Clements – fiddle
- Junior Huskey – contrabbasso
- Mother Maybelle Carter – prima strofa
- Jimmy Martin – seconda strofa
- Roy Acuff – terza strofa
- Don Watson – cori di sottofondo
- Jeff Hanna – cori di sottofondo
- Jim Ibbotson – cori di sottofondo
- Les Thompson – cori di sottofondo
- Gary Scruggs – cori di sottofondo
- Ray Martin – cori di sottofondo
- Timmy Martin – cori di sottofondo
- Randy Scruggs – cori di sottofondo
- Betty Travis – cori di sottofondo
- Fred Cross – cori di sottofondo
- Gloria Belle – cori di sottofondo
- Louise Scruggs – cori di sottofondo
- Steve Scruggs – cori di sottofondo
- Chet Flippo – cori di sottofondo
- Martha Flippo – cori di sottofondo
- Larry Murray – cori di sottofondo
- Mike Carr – cori di sottofondo
- Alice McEuen – cori di sottofondo

Both Sides, Now
- Randy Scruggs – chitarra

### Produzione
- William E. McEuen – produzione (Aspen Recording Society, Colorado), direzione della produzione e concept, grafica, design e foto copertina album originale
- Alice McEuen – assistente alla produzione e grafia copertina album originale
- Dino Lappas – ingegnere delle registrazioni
- Dean O. Torrence/Kittyhawk Graphics – grafica e design copertina album originale[8]

## Classifica
Album
| Anno | Classifica       | Posizione raggiunta |
| ---- | ---------------- | ------------------- |
| 1973 | Billboard 200    | 68                  |
| 1973 | Hot Country LP's | 4                   |